# Acontia paphos
Acontia paphos is een vlinder van de familie van de uilen (Noctuidae). De wetenschappelijke naam van deze soort is voor het eerst voorgesteld als Hypercalymnia paphos door Pierre Viette in een publicatie uit 1973.
De soort komt voor op Madagaskar.